# Ivan Pudar
Pour les articles homonymes, voir Pudar.
Ivan Pudar (né le 16 août 1961 à Zemun, en Serbie) est un gardien de but croate.

## Carrière
Durant sa carrière en club, il a joué pour le Hajduk Split, le Spartak Subotica et le Boavista F.C.. Il a été sélectionné dans l'équipe de Yougoslavie de football et fut gardien de but remplaçant dans l'équipe sélectionnée par Miljan Miljanić pour la Coupe du monde de football de 1982.
Après sa carrière de joueur, Ivan Pudar est devenu entraîneur ; dans cette fonction, il a effectué un bref passage au Hajduk Split en 2007 et il entraîne actuellement (2012) l'équipe du NK Solin.